# Orscholz

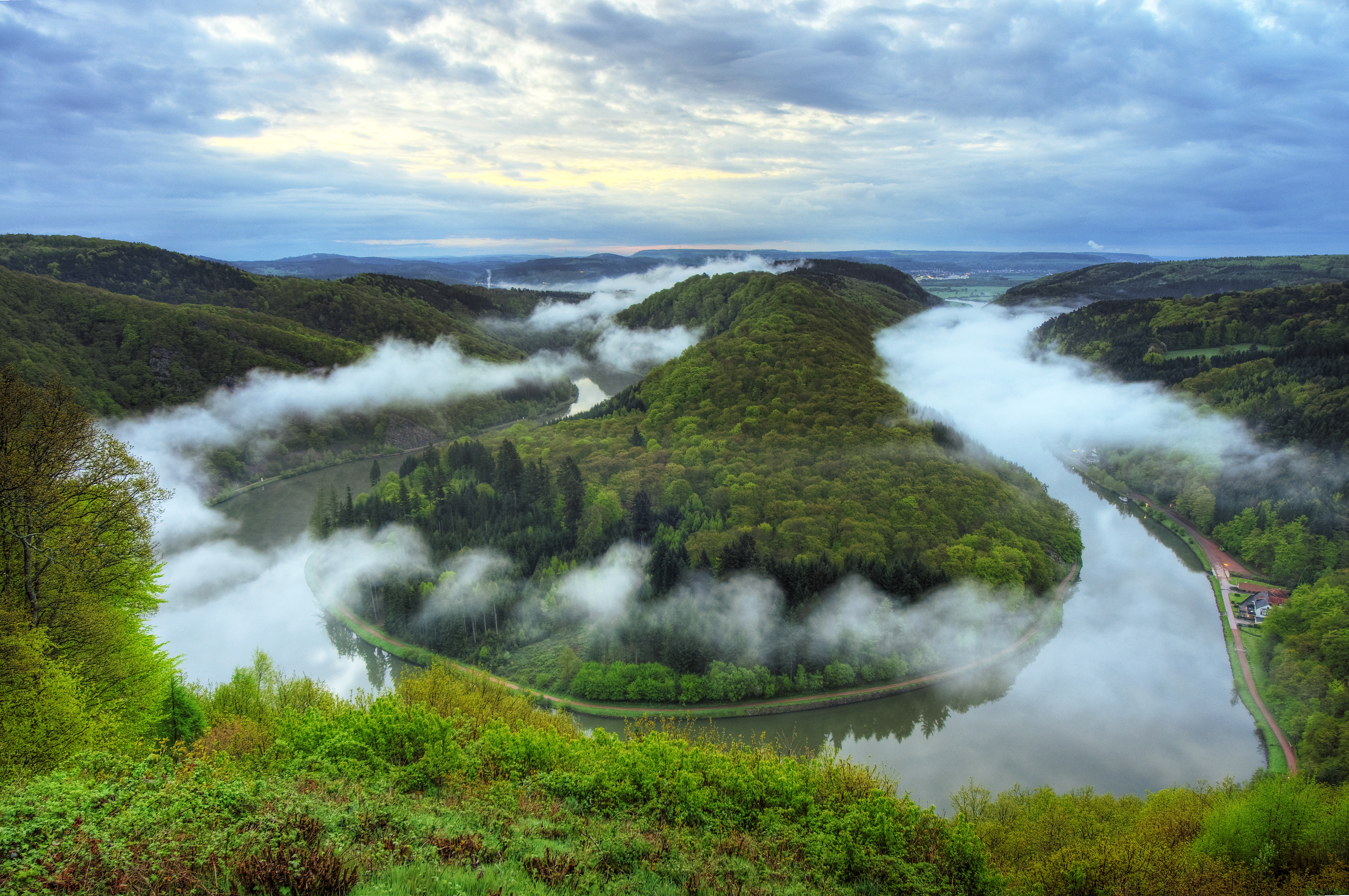
Widok na meander Saary z Cloef

Orscholz – dzielnica uzdrowiskowa niemieckiej gminy Mettlach, w kraju związkowym Saara, w powiecie Merzig-Wadern, w Parku Natury Saar-Hunsrück, nad Saarą (meander Saary), ok. 8 km od zjazdu 4 Merzig-Wellingen z autostrady A8. Dzielnica leży na wysokości 167–425 m n.p.m., ma powierzchnię 10,74 km², zamieszkuje ją 3 629 mieszkańców (2009).

## Klimat
Roczna suma opadów wynosi 969 mm, najwięcej opadów przypada na kwiecień.

## Zabytki i atrakcje
- Cloef, punkt widokowy na meander Saary
- kościół pw. św. Mikołaja (St. Nikolaus) z 1830-1831
- park zdrojowy
- kościół ewangelicki
- sieć szlaków turystycznych
- Erntedankfest (pol. dożynki), wrzesień
- Heimatfest, wrzesień

## Polityka
Rada dzielnicy składa się z jedenastu członków, sześciu należy do SPD, czterech do CDU i jeden do FDP. Przewodniczącym rady jest Kiefer Hermann z SPD.